# Becky Boyd
Pour les articles homonymes, voir Boyd.
Pas d'image ? Cliquez ici

a Compétitions nationales et continentales officielles uniquement.

b Matchs officiels uniquement.
Dernière mise à jour le 31 mai 2025.
Becky Boyd, née le 17 mai 2004 à Grimsby (Angleterre), est une joueuse internationale écossaise de rugby à XV évoluant aux postes de deuxième ligne et de troisième ligne.

## Biographie
Becky Boyd naît le 17 mai 2004 à Grimsby en Angleterre. Elle commence la pratique du rugby à XV au Newark RUFC en catégorie des moins de 18 ans avant d'intégrer l'université de Loughborough.
Elle joue en 2025 au club du Loughborough Lightning.
Elle n'a, début 2025, aucune sélection en équipe d'Écosse quand elle est retenue pour le Tournoi des Six Nations sous les couleurs de son pays. Elle honore sa première cape en équipe d'Écosse le 29 mars 2025, contre l'équipe de France.